# 慕輿根
慕輿 根（ぼよ こん、? - 360年）は、五胡十六国時代の前燕の将軍。出自は鮮卑族。前燕の将として数多くの武勲を挙げて重用されたが、晩年には権力の独占を画策し、慕容恪ら朝廷の重臣を排斥しようとして逆に誅殺された。

## 生涯

### 前燕の猛将
大人（部族長）として榼盧城（現在の河北省秦皇島市撫寧区の東にあるという）を統治しており、同じ鮮卑族である前燕の慕容皝に服属していた。
やがて慕容皝よりその並外れた弓術の腕を買われて将軍に取り立てられ、側近として傍近くに仕えるようになった。
338年4月、後趙君主石虎は数十万の兵を派遣して前燕侵攻を開始した。これにより郡県の諸部族は多数が後趙へ寝返り、その数は36城に及んだ。後趙軍が本拠地の棘城へ逼迫すると、慕容皝は城を放棄して後退しようと考えたが、慕輿根が「趙は強大であり我々は弱小です。もし大王（慕容皝）が逃げれば趙は調子づき、その勢いで我が国へ攻め込めば、兵はさらに強くなり食糧も確保出来、もはや打つ手は無くなります。敵も大王の逃亡を望んでいるというのに、わざわざその手に乗ってどうするというのですか！今は守りを固めて籠城すれば、我が軍の志気は百倍します。敵の攻撃を持ちこたえれば、付け入る隙も見つかるでしょう。戦う前に逃げ出してしまえば、万に一つも望みはありませんぞ！」と諫めたので、思いとどまった。後趙軍は棘城を包囲して四方から蟻のように群がったが、慕輿根は昼夜力戦し、十日余りに渡って決死の防戦を続けた。後趙軍は最後まで棘城を攻略する事が出来ず、遂に退却した。戦後、慕容皝より後趙撃退の功績として、褒賞を与えられた。また、折衝将軍に昇進した。
339年4月、前軍師慕容評・広威将軍慕容軍・盪寇将軍慕輿泥と共に後趙領の遼西へ侵攻し、千家余りを捕獲してから軍を帰還させた。帰還の途上、後趙の鎮遠将軍石成・積弩将軍呼延晃・建威将軍張支らより追撃を受けたが、慕輿根らは返り討ちにして呼延晃・張支の首級を挙げた。
344年2月、慕容皝が宇文部征伐の軍を興すと、慕輿根は慕容恪・慕容翰・劉佩・慕容軍・慕容覇（後の慕容垂）らと共に兵を率いて従軍し、三道に分かれて進軍した。宇文部の大人宇文逸豆帰は南羅大渉夜干へ精鋭を与えてこれを迎撃させたが、前燕軍はこれを破って渉夜干を戦死させた。これにより宇文部の軍はみな戦意喪失し、前燕軍は都を攻め落とした。宇文逸豆帰は軍を放棄して漠北へ逃走し、宇文部の勢力は散亡した。
346年1月、慕容儁の指揮の下、慕容軍・慕容恪と共に1万7千の兵を率いて夫余討伐に向かった。慕輿根は諸将と共に矢石に身を晒しながら大胆に進撃し、一挙に本拠地を攻略すると、玄王と部落の民5万余りを捕虜として連行した。

### 中原進出に貢献
348年11月、慕容皝がこの世を去り、嫡男である慕容儁が即位した。
349年4月、後趙では皇帝石虎の死をきっかけに、皇族同士の後継争いで内乱が勃発し、国内は大混乱に陥った。5月、前燕の群臣はみな後趙の混乱を中原奪取の絶好の機会であると上書し、慕容儁へ出兵を請うたが、慕容儁はなかなか決心がつかなかった。慕輿根は進み出て「中華の民は石氏の乱に苦しんでおり、主人を変えて烈火の急を救おうとしているのです。我らにとっては千載一遇の好機であり、これを逃してはなりません。武宣王（慕容廆）の時代より、賢人を招いて民を養い、農業を振興し兵を訓練して参りました。全ては今日の為です。天意ですら海内（中華の領内）を平定させようとしているのに、なぜ大王は天下を取ろうと考えないのですか」と説いた。五材将軍封奕・従事中郎黄泓もまた同様の進言をしたので、慕容儁は皆の意見が一つであるのを見て大いに笑い、遂に出征を決断した。
350年2月、後趙討伐の大遠征軍が興ると、慕輿根もこれに加わった。3月、前燕軍は魯口を守る鄧恒攻撃に向かったが、清梁まで進んだ所で、鄧恒配下の将軍鹿勃早が数千人を率いて夜襲を掛けてきた。慕容儁は慕輿根へ「敵の士気は旺盛だ。一旦退却すべきではないか」と尋ねた。慕輿根は顔つきを改めて「我等は多勢で敵方は無勢。真っ向勝負では敵わないので、万一の僥倖を願って夜襲を掛けたに過ぎません。我等は賊を討伐する為にここまで来て、今その賊が目の前にいるのです。何を躊躇なさることがあるのです！大王はただ横になって居られて下さい。臣等が大王の為に敵を撃破して見せましょう！」と返した。慕容儁はこれでも不安を拭う事が出来ず、内史李洪を伴って宿衛を出ると、高い丘の上に避難した。慕輿根は側近の精鋭数百人を率いると、その中心に立って本営の目前で鹿勃早を迎え撃った。李洪もまた騎兵隊を整えてから加勢すると、鹿勃早は遂に敗れて逃げ出した。慕輿根らは40里余りに渡って追撃を掛け、鹿勃早は体一つで落ち延び、数千人の兵はほぼ全滅した。功績により殿中将軍に昇進した。
352年4月、慕容評と侯龕が精鋭騎兵1万を引き連れて冉魏の都である鄴へ侵攻したが、守将の蒋幹はこれを阻んだ。5月、慕容儁の命により、慕輿根は広威将軍慕容軍・右司馬皇甫真らと共に騎兵歩兵併せて2万を率いて加勢に向かい、共に鄴を攻めた。8月、前燕軍は鄴を陥落させた。功績により広威将軍に昇進した。
10月、中山の蘇林が無極にて挙兵し、天子を自称すると、慕容恪が討伐に当たった。慕容儁の命により、慕輿根は加勢に向かって共に蘇林軍を攻撃すると、これを斬り殺した。やがて領軍将軍に昇進した。
358年2月、慕容評は前燕に背いた上党郡太守馮鴦討伐に当たったが、中々勝利を収められずにいた。3月、慕容儁の命により、慕輿根は将兵を率いて加勢に向かい、慕容評軍と合流した。慕輿根は急攻しようと考えると、慕容評は「馮鴦は砦を固めているから、その心を緩めるべきであろう」と諫めた。だが、慕輿根は「そうではありません。公（慕容評）は城下に至って月を経ておりますが、未だに一度も交戦しておりません。賊は我が国家の力がこの程度だと考え、万一の僥倖を願っております。今、我の兵がやってきた事で形勢が変わり、賊は恐れてみな離心を生じ、計を定められずにおります。これを攻めれば必ずや勝利を得られる事でしょう」と反論すると、急攻を決行した。予想通り馮鴦は配下との間に互いに疑いを生じた末、野王へ逃走して呂護を頼り、その兵は皆降伏した。

### 国政を乱す
360年1月、慕容儁が崩御し、嫡男の慕容暐が即位した。死の間際、慕輿根は慕容儁より呼び出されると、大司馬慕容恪・司徒慕容評・司空陽騖と共に慕容暐の輔政を託された。
2月、慕輿根は太師に抜擢され、国政の中枢を担うようになった。また、慕容恪が太宰として朝政の主導権を握ったが、慕輿根は心中では慕容恪の事を見下しており、隙あらば朝廷を混乱させて自らが政権を掌握しようと考えていた。当時、皇太后の可足渾氏は政治に深く介入していたので、慕輿根はこれを契機とみて慕容恪へ「今、主上（慕容暐）はまだ幼く、母后（可足渾氏）は政事に深く干渉しております。殿下（慕容恪）は楊駿や諸葛元遜（諸葛恪）の身に起こった変事をよく考え、自らの身の安全を保つにはどうすべきかよくお考え下さい。それに、天下を定めたのはまさしく殿下の功績（中原を制圧した事を指す）であり、兄が死んで弟が受け継ぐのは古今の習わしでもあります（殷の時代の法であった）。先帝の埋葬が済み次第、主上を廃立して代わって王になられるのが宜しいかと思います。殿下が自ら尊位（皇帝の位）に即くことで、この大燕に無窮の幸福をもたらすことになりましょう」と進言し、両者を仲たがいさせようとした。だが、この発言に慕容恪は憤慨し「公（慕輿根）は酔っているのか。何というたわけた事を言うのだ。我と公は先帝より遺詔を受けているというのに、どうしてそのような議論をするのだ。昔、曹臧（春秋時代曹の宣公の子の公子欣時、字は子臧）と呉札（春秋時代呉の公族季札）はいずれも家難の際にあったが、それでもなお君主となる事はその節に非ずと言ったのだ。今、儲君（皇太子の事。ここでは慕容暐の事）が後を継いで四海を患いなく国を統べているというのに、遺言を受けた宰輔（宰相）がどうして私議を語るのか！公は先帝のお言葉を忘れたというのか」と叱責したので、慕輿根はひどく恥入り、謝罪して退出した。
遂に慕輿根は武衛将軍慕輿干と結託し、慕容恪を同じく朝廷の重鎮である慕容評ともども誅殺しようと企むようになった。その為、慕輿根は可足渾氏と慕容暐の下へ出向くと、彼らへ向けて「太宰（慕容恪）と太傅（慕容評）が謀反を企てております。臣が禁兵（近衛兵）を率いて彼らを誅殺し、社稷を安んじることをお許しください」と偽りの進言を行った。可足渾氏はこれを信用して許可しようとしたが、慕容暐が「二公は国家の親賢（親族の賢臣）です。先帝により選ばれ、孤児と寡婦（慕容暐と可足渾氏）の補佐をしてくれているのです。必ずやそのような事はしません。それに、太師こそが造反を考えているのでないとも限らないでしょう！」と反対したため、取りやめとなった。
また、慕輿根は東土（中国の東側。前燕がかつて本拠地としていた遼西地方を指す）を懐かしみ、可足渾氏と慕容暐へ向けて「今、天下は混迷し、外敵も一つではありません。この国難を大いに憂えているところであり、東の地へ戻られるべきかと存じます」と訴え、還都を強行しようとしたが、慕容暐に止められた事もあった。
ここにおいて次第に慕輿根の反心が明らかとなり、これを聞いた慕容恪は遂に誅殺を決め、慕容評と謀って密かにその罪状を奏上した。これにより慕輿根は秘書監皇甫真・右衛将軍傅顔により捕らえられると、宮殿内で誅殺された。彼の妻子や側近も同じく罪に伏して処刑され、慕輿根ともども首は東市に晒された。

## 人物
その性格は無骨にして頑固であった。騎射の腕は並外れたものがあり、将軍として各地の合戦に参加して多数の武功を挙げた。また、戦略面においても幾度も非凡な謀略を献じたといい、国家の発展に貢献したという。だが、朝廷の重臣となってからは過去の勲功をひけらかす事がしばしばあり、その挙動にも傲慢さが満ちていたと史書では酷評されている。
皇甫真は慕容恪との会話の中で「慕輿根という男は、もともと凡庸な者に過ぎないのに、先帝の厚恩を賜って今の地位まで引き立てられたのです。しかしその本性は見識のない小人のままであり、それが先帝の崩御以来日に日にひどくなっております。このままでは大乱へ至ります。あなたは周公のごとき地位にあるからには、社稷を考えて速やかにこれを除くべきでしょう」と述べ、慕輿根が国権を担うようになって以降の振る舞いを扱き下ろしている。

## 逸話
ある時、慕輿根は慕容皝に従って狩猟に出ると、1頭の羊が高い崖の上にいた。慕容皝はこれを側近に射るよう命じたが、誰も命中させる事は出来なかった。そこで、慕輿根が名乗り出て羊を射ると、一発で命中させた。慕容皝は彼をただ者では無いと感じ、側近くに仕えさせるようになったという。

## 慕輿氏について
慕輿氏の起源は諸説ある。『通志』によるならば、慕輿氏とは則ち慕容氏の事を指し、慕容の音が訛って慕輿となったとある。これによるならば、表記が異なるだけで慕輿氏と慕容氏は同一である。一方、『資治通鑑』の胡注（胡三省のつけた注釈）によるならば、元々は慕輿部という鮮卑の一種族であり、慕容部とは異なる集団であった。慕容部に服属して次第に漢化していくにつれ、種族名を自らの姓としたのだという。
同族で前燕に仕えた人物として、将軍慕輿虔・御史中丞慕輿干・侍中慕輿龍・振威将軍慕輿賀辛・平北将軍慕輿泥・中部俟釐慕輿句・慕輿河・将軍慕輿長卿がいる。